# 생몰년 미상
생몰년 미상(生沒年 未詳)은 인물의 생몰년이 밝혀지지 않은 상태를 뜻한다. 생몰년(生沒年)은 한 개인의 태어난 해(生年)와 사망한 해(沒年)를 아울러 일컬은 것으로, 전기를 기술하는 데 중요한 요소 가운데 하나이다.

## 생몰년의 확정
근대 이전에 살았던 역사 인물의 전기를 쓸 때 생몰년을 확정하는 데 가장 바람직한 자료는 같은 시대에 기록한 행정·종교적 기록과 같은 시대에 살던 사람이 적은 일기·편지 등이다. 
출생 연도, 보다 정확하게는 출생일을 특정하기 위해서는, 현대의 출생 신고에 해당하는 출생에 대한 공공 기록을 들 수 있다. 예를 들어, 중세 유럽에서는 기독교에서 신생아에 대한 세례가 이루어졌기 때문에 교회에 저장된 세례 기록에 따라 출생 연도를 확정할 수 있다. 출생에 대한 기록이 남아 있지 않더라도, 어느 연대의 나이가 드러나면, 생년을 역산할 수 있다. 행정 문서(인적부 등)이나 사망시 기록(과거 인적부와 매장 기록 등)은 유력한 단서이다.
그 사료가 남아 있지 않은 경우에는, 후대에 편찬한 역사서, 족보나 전기 등의 기술을 바탕으로 기술하거나 단편적인 기록을 연결해 맞추어 활동 연대를 추측하기도 한다. 생몰년이라는 기초적인 사실의 확정할 때에도, 소문에 따른 와전이나 어떤 목적(후손이 조상을 현창·정당화하는 것 등)에 따라 족보에 기재하거나, 후세에 창작한 내용을 섞었다고 의심할 필요도 있는 등 사료 비판이 요구된다. 사료의 검토 결과, 생몰년이 크게 바뀔 수 있다. 예를 들어, 호조 소운의 출생을 둘러싸고 종래의 통설보다 20년 오르내릴 가능성도 지적되고 있다.
근대 이후의 사회에서는 출생 신고·사망 신고 등 개인을 특정하는 사회 제도가 정비되게 되었다. 또한 이력서 등의 문서가 사라져서, 유명 인사의 개인 정보를 전하는 언론도 발달했다. 그러나 생전에 공개했던 생년과 실제 생년이 다른 것으로, 사후에 공개한 데즈카 오사무 같은 사례도 있다.

## 같이 보기
- 연령사칭(영어판)